# Monte degli Elci
Il Monte degli Elci è un rilievo di 709 m s.l.m. che si trova nelle estreme propaggini meridionali dei monti Sabini.

## Descrizione
Il monte, che sorge tra i confini dei comuni di Fara in Sabina, Nerola e Toffia, è un modesto rilievo compreso tra la Valle del Farfa e la Via Salaria, e che separa i gruppi montuosi dei Lucretili e dei Sabini.
La montagna è brulla sul versante Salaria, ed è ricoperta da una fitta foresta sul versante che guarda verso Farfa. Nei boschi sono presenti degli aceri molto vecchi.